# Eurycryptus decoratus
Eurycryptus decoratus är en stekelart som först beskrevs av Smith 1862.  Eurycryptus decoratus ingår i släktet Eurycryptus och familjen brokparasitsteklar.

## Underarter
Arten delas in i följande underarter:
- E. d. sundaicus
- E. d. philippinus
- E. d. indicus